# Gynaephila xanthopis
Gynaephila xanthopis là một loài bướm đêm trong họ Noctuidae.